# To the Rats and Wolves
A To the Rats and Wolves (rövidítve TTRAW) egy német Electronicore együttes Essenből.

## Történet
A 2012-ben alakult zenekar egy német városból, Essenből származik. Első albumuk egy évvel később, 2013-ban jelent meg, és a "Young.Used.Wasted." nevet kapta. Az együttes két énekesből (Dixi Wu és Nico Sallach), két elektromos gitárosból (Danny Güldener és Marc Dobruk), valamint egy basszusgitárosból (Stanislaw Czywil) és dobosból (Simon Yildirim) áll. Yildirim mielőtt csatlakozott volna a To the Rats and Wolves-hoz a We Set the Sun nevű zenekarban játszott, aminek a Redfiled Recordsnál volt szerződése.